# りゅう座シグマ星
りゅう座σ星（りゅうざシグマせい、σ Dra / σ Draconis）は、りゅう座の恒星である。

## 物理的性質
この恒星はオレンジ色の主系列星（矮星）で、スペクトル型はK0、長くK0型主系列星の分光標準星としてもちいられてきた。直径は光学干渉計CHARAアレイを用いて直接測定されており、太陽の77.8%である。視線方向に射影したこの恒星の自転速度 ({\displaystyle v\sin i}) は1.5km/sで、相対的に低い。太陽に比べてやや金属量（ヘリウムよりも重い元素の量）が低い恒星と考えられている。
この恒星の表面温度と光度、表面活動の変化は、全体の周期こそまだ決定できていないが、太陽活動周期に非常に似ているものと見られる。この恒星の全体的な変動は、ヒッパルコス衛星によって観測された恒星の中では最も低いものである。
この恒星の固有運動はとても大きく、1年で1.8秒角程度天球上を移動する。46,725年前に太陽系に最接近し、その時の距離は16.55光年だった。空間速度は、U = +36（銀河中心方向）、V = +40（銀河自転方向）、W = -10 km/s（銀河の北極方向）である。この数値から、この恒星が銀河系内を周回する軌道の離心率は、0.30と例外的に大きいことがわかる（太陽は0.06）。銀河中心からの平均距離は、およそ34,000光年（10.3 kpc）である。
2013年時点では、木星規模の惑星は検知されておらず、恒星を取り巻く物質（たとえば星周円盤）の存在を示す赤外線放射の卓越も観測されていない。W・M・ケック天文台の高分散分光装置や、リック天文台の自動惑星検出望遠鏡による観測から、300日あまりの周期で視線速度が変化することが発見され、天王星規模の惑星の存在が示唆されているが、惑星以外の原因による変動の可能性が排除できず、惑星発見の報告にはいたっていない。

## 名称
固有名の Alsafi は、アラビア語で「（遊牧民の野外調理用の）三脚」の呼び名のことを指す Athāfiyy が誤記されたものと考えられている。2017年6月30日、国際天文学連合の恒星の固有名に関するワーキンググループは、Alsafi をりゅう座σ星の固有名として正式に承認した。
中国の星座（星官）では天厨にあたり、σ星自体は星官の第二位で天厨二とされる。